# Dee Barnes
Dee Barnes (Por su nombre artístico D Zire) es una rapera americana y anteriormente una personalidad televisiva que actuó en West Coast rap en un dúo de mujeres Body & Soul y se hostedaron en un espectáculo radiofónico en KDAY, con anterioridad a obtener fama más ancha como el anfitrión de la cadera de Fox Hip hop el espectáculo ¡Lo Bombea arriba! (Pump It up!).
En 1992, Barnes se hostedó en el especial de Hip hop Hermanas "especiales en el Nombre de Rap", un relieve de 75 minutos de rendimientos vivos tocados en el Ritz en Nueva York. El espectáculo presentó un una linéa con todo de mujeres artistas como Queen Latifah y MC Lyte .

## Agresión por parte de Dr. Dre
Después de su entrevista en 1990 con Ice Cube en la que el rapero habla de haber dejado N.W.A. En la altura de su contienda, el grupo, sintiendo habían sido negativamente represalia retratada , buscada. En enero 27, 1991 Dr. Dre encontró a Barnes en una fiesta de liberación de récord en Hollywood. Según el reportero Alan Light de The Rolling Stone:
Él la tomó por el pelo y "comenzó a golpear repetidamente su cabeza y el costado derecho de su cuerpo contra una pared de ladrillos cercana a la escalera" mientras su guardaespaldas contenía a la multitud con una pistola. Luego de que Dr. Dre fallara en su intento lanzarla por las escaleras,  comenzó a patearla en las costillas y manos. Ella escapó y corrió hacia el baño de mujeres. Dr. Dre la siguió y "por detrás la tomó por el pelo nuevamente y procedió a golpearla en la parte posterior de la cabeza."